# Amintirea unei artiste
Amintirea unei artiste este un film documentar românesc din 1957 realizat de Savel Stiopul despre actrița de teatru Maria Filotti.